# Abderrahmane ben Fayçal Al Saoud
Abderrahmane ben Fayçal Al Saoud (1850-1928, en arabe : عبد الرحمن بن فيصل / ALA-LC : ‘Abd ar-Raḥman bin Fayṣal) est un membre de la dynastie saoudienne. Plus jeune fils de Fayçal ben Turki Al Saoud, c'est le dernier souverain du deuxième État saoudien et le père du roi Abdelaziz, fondateur de l'Arabie saoudite moderne.

## Biographie
Abderrahman vit dans un Riyad dévasté par les troupes ottomanes, avec ses deux frères Abdallah et Mohammed. Ceux-ci se disputent le pouvoir, la ville coupée en deux voit les deux camps s'affronter dans les rues, allant jusqu'à s'entre-égorger sur les marches de la grande mosquée. Abderrahman quant à lui n'est que peu intéressé par la politique, il préfère se consacrer à ses devoirs religieux dans une aile du palais. Ce qui ne l'empêche pas d'être considéré comme un ennemi potentiel par ses deux frères, qui espionnent ses moindres faits et gestes et vont jusqu'à lui envoyer des hommes pour le tuer.
Au printemps 1890, Riyad est prise d’assaut par les hommes de Mohammed ben Abdallah Al Rachid, un ennemi de la famille Saoud. Avec ses hommes, il fait massacrer les troupes wahabbites ; les frères d’Abderrahman, Mohammed et Abdallah meurent dans la bataille. Ibn Rachid laisse la vie sauve à Abderrahman, à son fils Abdelaziz et à d’autres membres de la famille Saoud, qu’il considère comme inoffensifs.
La mort de ses deux frères fait d'Abderrahman le nouveau chef de la dynastie des Séoudites. N'acceptant pas que sa ville soit occupée par des troupes ennemies, il fomente une rébellion contre le nouveau pouvoir rachidite avec l'aide des habitants de la ville. La révolte est matée dans le sang, et une quarantaine de rebelles sont pendus aux minarets de la ville.
En représailles, Ibn Rachid envoie l'un de ses hommes, Salim, tuer le dirigeant de la famille Saoud. Le mois de ramadan venant à peine de commencer, Salim décide d'attendre l'Aïd el-Fitr, et de rendre visite à Abderrahman. Il est en effet de coutume pendant l'Aïd chez les musulmans de faire des visites de courtoisie, Salim en profiterait alors pour demander à rencontrer tous les hommes de la famille Saoud, qu'il tuerait avec l'aide de ses gardes. Cependant Abderrahman a vent des intentions de Salim. Tandis que les deux hommes prennent le thé, Salim demande à voir les membres de la famille Saoud. C'est alors qu'Abderrahman sort brusquement son couteau, ses partisans font irruption dans la salle, massacrent les gardes de Salim et ligotent celui-ci. Salim est jeté dans un puits, ce qui provoque une mutinerie dans la ville contre le pouvoir rachidite.
En réaction, Ibn Rachid se met en marche vers Riyad, les hommes d'Abderrahman pillent les garnisons abandonnées et se préparent au combat. Le conflit dure plusieurs semaines, la puissance militaire d'Ibn Rachid oblige les troupes de Saoud à se replier vers Riyad et à organiser la défense de la ville. De son côté Rachid prépare le siège de la ville ; il fait couper les palmiers, détruit les canaux d'irrigation, empoisonne les puits et brûle les jardins entourant la ville. Les habitants assiégés demandent alors à Abderrahman de quitter Riyad, ce qu'il fait dans la nuit. Abderrahman se dirige vers le sud, en direction de l'oasis d'El-Harik. Il y rencontre un émissaire turc, qui lui propose un pacte, le soutien de l'Empire à ses hommes contre Rachid. En échange les Saoud doivent accepter l'installation d'une garnison ottomane à Riyad et la souveraineté ottomane dans la région. Abderrahman réagit très violemment à cette proposition, gifle l’émissaire turc avec sa cravache et menace de le tuer. 
Après un conflit d'une rare violence avec les Ottomans, Abdallah al-Saoud est fait prisonnier. Conduit à Constantinople, couvert de chaînes, il est promené dans les rues de la ville pendant trois jours, puis décapité devant la mosquée Sainte-Sophie. Son corps abandonné dans les ruelles de la ville est laissé à la merci des chiens errants. À la suite de cet épisode tragique, le Sultan déclare Abderrahman « hors-la-loi » et le condamne à mort. Celui-ci poursuit sa route vers le sud de l'Arabie, en direction du désert Ruba-al-Khalil, une terre désolée que les Arabes appellent « le quartier vide de l’Arabie ». Là la tribu des Mourras lui offre protection et forme le jeune Abdelaziz alors âgé de 13 ans à survivre dans le désert. Quelques semaines plus tard, l’émir du Koweït, Mohammed adresse un émissaire proposer l’asile aux Saoud. Abderrahman accepte la proposition avec enthousiasme, trop heureux de quitter cette région inhospitalière. Il est loin de se douter que la démarche de l’émir est le fruit d'une initiative ottomane visant à affaiblir Rachid qui commence à prendre trop d'assurance.
C'est donc en 1895 qu'il s'installe avec sa famille au Koweït. D'abord sous la protection de l'émir Mohammed al-Sabah, sa sécurité est ensuite prise en charge par Moubarak al-Sabah qui a une grande estime pour le jeune Abdelaziz. Moubarak décide de lancer une campagne contre Ibn Rachid. Il confie à Abderrahman le gros de ses troupes, tandis qu'Abdelaziz dirigea un petit contingent censé faire diversion. La bataille qui l'oppose à Ibn Rachid tourne à nouveau à la débâcle, et il est obligé encore une fois de fuir, rebroussant chemin vers le Koweït.
Quelques années plus tard, son fils Abdelaziz part vers le Nejd, bien décidé à battre Rachid. Après plusieurs mois, Abderrahman reçoit un message de son fils : « Père, j’ai conquis notre capitale à la tête de vingt hommes. Viens vite me rejoindre ; la population t’attend ». Après onze ans d’exil, Abderrahman fait son retour dans la capitale. Il annonce son intention aux oulémas et aux notables de la ville d’abandonner toutes ses fonctions politiques et militaires en faveur de son fils. La cérémonie d’investiture a lieu sur la grande place en présence des habitants de la ville. Abderrahman remet à son fils le sabre « Al-Rahaiyan » d'Abd al-Wahhab qu’il tenait de ses ancêtres, les Banu Tamim. Après avoir prêté serment, AbdelAziz est fait émir de Riyad, tandis que lui conserve son titre spirituel d'imam.

## Source
- Jacques Benoist-Méchin, « Ibn Seoud ou la naissance d'un royaume. Le loup et le léopard », édition Broché,  (ISBN 2-226-04110-9)